# Phóng sinh

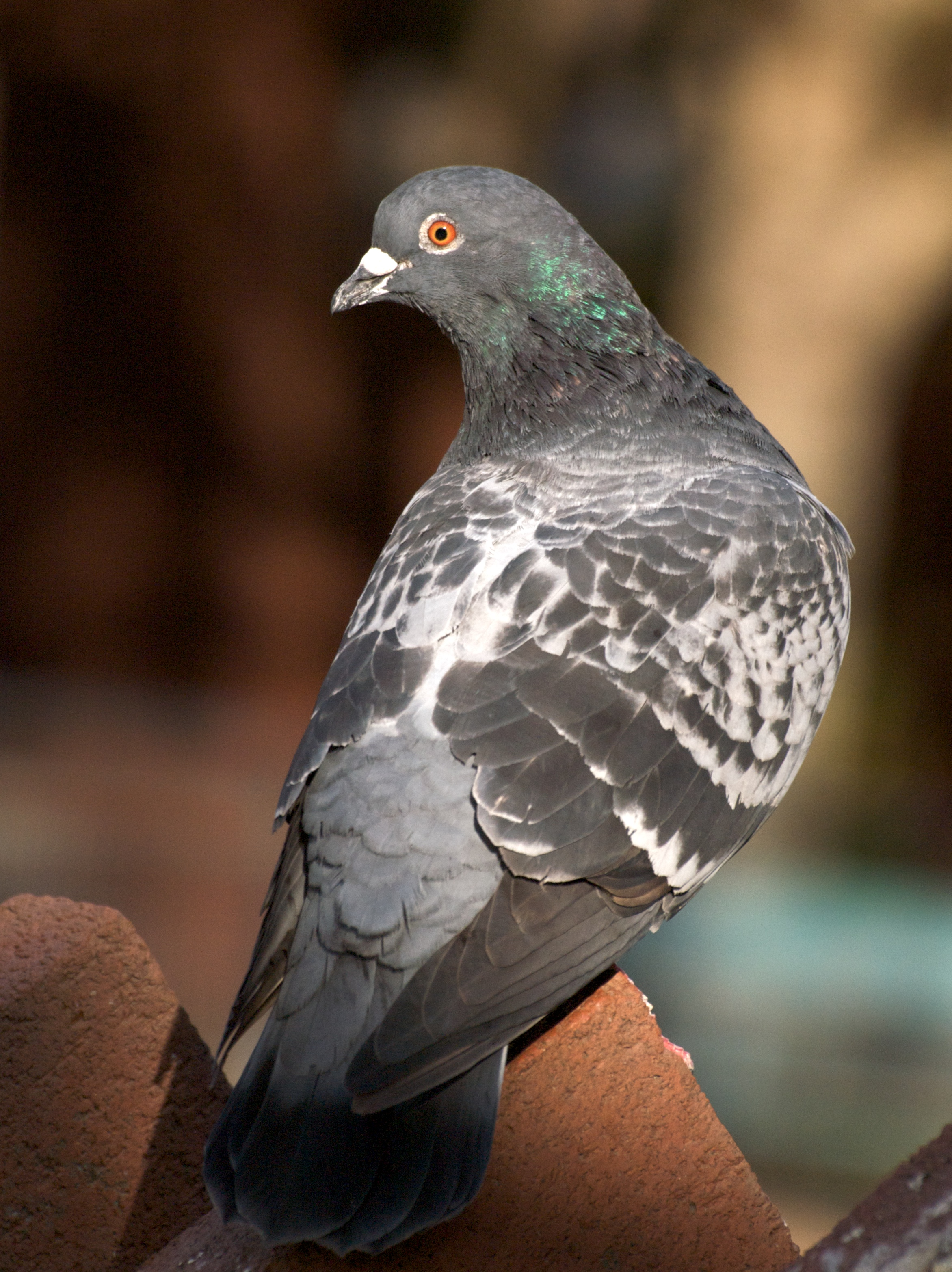
Bồ câu là chim phóng sinh phổ biến

Phóng sinh (Tsethar/放生) là một hành động và nghi lễ truyền thống trong Phật giáo chỉ về cách thực hành để cứu súc vật, chim muông, cá và những loài vật khác khỏi bị giết hại hay giam nhốt. Phóng sinh/phóng sanh thường được hiểu đơn giản là khi gặp một con vật bị nạn, thì ra tay cứu thoát, hoặc nhìn thấy một hoặc nhiều con vật sắp bị giết, thì bỏ tiền tài ra mua, chuộc để cứu sống chúng. Phóng sinh là việc làm công đức (làm phước) khi trao cho sinh vật nào đó cơ hội tiếp tục sống.

## Quan niệm
Theo quan niệm của Phật giáo, phóng sinh là cứu mạng người, kéo dài sự sống của họ hay sinh vật nào đó. Chuyện phóng sinh là thể hiện tâm từ bi của người thực hiện. Trong đạo Phật phát triển sau này, phóng sinh chỉ là một phương tiện để tu tập. Về mặt hình thức phóng sinh có nghĩa là mình đừng có cùm kẹp mà để cho các loài vật được tự do. Còn về nghĩa bóng, phóng sinh là phóng thích những cái tâm ô uế như cái tâm tham, cái tâm đố kị, hơn thua và thù hận ra khỏi con người mình để mình được tự do thoải mái. Lễ phóng sinh là một nghi lễ xuất hiện sau này, ảnh hưởng của Phật giáo Trung Quốc vì người Trung Quốc một thời coi trọng lễ nghi.

## Nghi thức
Nghi thức này là ví dụ điển hình về giáo pháp căn bản của Phật giáo là từ bi đối với tất cả chúng sanh. Vào những dịp Tết, rằm tháng Giêng, rằm tháng Bảy hay những dịp cầu nguyện cho bản thân hay gia quyến, người ta hay tổ chức phóng sinh chim, cá. Phóng sinh là một việc làm thể hiện lòng Từ bi bình đẳng, mục đích phóng sinh là để đánh thức tâm Bồ đề của chúng sinh (con vật) trước khi phóng sinh. Phóng sinh là cơ hội để con vật có điều kiện quy y Tam Bảo và sám hối nghiệp chướng, việc làm tốt trong Đạo Phật, thể hiện lòng Đại từ Đại bi nên trong nghi thức phóng sinh có lễ quy y, sám hối cho con vật trước khi phóng sinh. 

## Mặt trái
Tuy vậy, việc phóng sinh không đúng cách còn có thể gây những tác động không tốt đối với môi trường sống trong vùng. việc phóng sinh một cách bừa bãi chính là tác nhân phát tán của các loài xâm lấn vào môi trường bản địa, tiêu biểu là việc phóng sinh loài rùa tai đỏ vào môi trường. Một phụ nữ bị cáo buộc phóng sinh hàng trăm con rắn vào khu rừng ngoại ô một thành phố ở Trung Quốc khiến người dân buộc phải ra tay giết rắn.
Thả chim phóng sinh là một việc thiện nhưng chính hành động đó đã tiếp tay cho đội quân chuyên đi săn lùng bắt các loại chim vào những dịp lễ, vô tình tiếp tay cho những người đi đánh bắt gây thêm nghiệp sát, chẳng hạn như ở chùa Diệu Pháp, thấy cảnh thả cá phía trước, phía sau có người đi theo vớt, rồi lại mang bán cho hàng cá trước cổng chùa, rồi người khác lại mua thả, rồi lại vớt, người bán chim phóng sinh cắt cụt cánh chim, làm cho chim yếu rồi đem bán cho khách đi chùa làm lễ phóng sinh. Chim, cá bị đánh bẫy, cắt bớt lông cánh, lông đuôi để không thể bay xa. Người mua chim phóng sinh xong, con nào còn sức thì chao cánh một chút rồi cũng trở về chốn cũ. Con nào kiệt sức thì ngả chết ngay.